# Torneo Internacional de España de balonmano 2023 (Männer)
Das Torneo Internacional de España 2023 wurde vom 5. bis 7. Januar 2023 in Benidorm ausgetragen. Die Auswahl Spaniens gewann das Turnier.
Die 47. Ausgabe der spanischen Vier-Länder-Turniere diente auch zur Vorbereitung für die am 11. Januar 2023 beginnende Weltmeisterschaft 2023.

## Veranstaltungsort
Die Spiele des erstmals in Benidorm ausgetragenen Wettbewerbs fanden im Palau d’Esports l’Illa statt.

## Teilnehmer
Die Nationalmannschaften von Argentinien, Bahrain, Rumänien und Spanien (als Gastgeber) nahmen am Vier-Länder-Turnier teil. Die Teams Argentiniens, Bahrains und Spaniens werden auch an der Weltmeisterschaft 2023 teilnehmen.

## Spiele
| 5. Januar 2023 15:45 Uhr | Argentinien              | 31:27   | Bahrain              | Palau d’Esports l’Illa, Benidorm |
| 5. Januar 2023 15:45 Uhr | meiste Tore: Pizarro (6) | (16:12) | meiste Tore: Eid (7) | Palau d’Esports l’Illa, Benidorm |
| 5. Januar 2023 15:45 Uhr | Spielbericht             |         |                      | Palau d’Esports l’Illa, Benidorm |

| 5. Januar 2023 18:00 Uhr | Spanien                 | 42:29   | Rumänien                   | Palau d’Esports l’Illa, Benidorm |
| 5. Januar 2023 18:00 Uhr | meiste Tore: Casado (6) | (23:16) | meiste Tore: Cumpanici (5) | Palau d’Esports l’Illa, Benidorm |
| 5. Januar 2023 18:00 Uhr | Spielbericht            |         |                            | Palau d’Esports l’Illa, Benidorm |

| 6. Januar 2023 16:45 Uhr | Rumänien                          | 31:26   | Argentinien              | Palau d’Esports l’Illa, Benidorm |
| 6. Januar 2023 16:45 Uhr | meiste Tore: Negru, Ungureanu (5) | (18:11) | meiste Tore: Pizarro (6) | Palau d’Esports l’Illa, Benidorm |
| 6. Januar 2023 16:45 Uhr | Spielbericht                      |         |                          | Palau d’Esports l’Illa, Benidorm |

| 6. Januar 2023 19:00 Uhr | Spanien                                     | 34:21   | Bahrain                    | Palau d’Esports l’Illa, Benidorm |
| 6. Januar 2023 19:00 Uhr | meiste Tore: Solé, Odriozola, Fernández (5) | (18:13) | meiste Tore: al-Sayyad (4) | Palau d’Esports l’Illa, Benidorm |
| 6. Januar 2023 19:00 Uhr | Spielbericht                                |         |                            | Palau d’Esports l’Illa, Benidorm |

| 7. Januar 2023 15:45 Uhr | Bahrain                    | 24:27   | Rumänien               | Palau d’Esports l’Illa, Benidorm |
| 7. Januar 2023 15:45 Uhr | meiste Tore: al-Sayyad (7) | (15:15) | meiste Tore: Botea (4) | Palau d’Esports l’Illa, Benidorm |
| 7. Januar 2023 15:45 Uhr |                            |         |                        | Palau d’Esports l’Illa, Benidorm |

| 7. Januar 2023 18:00 Uhr | Spanien               | 31:20   | Argentinien             | Palau d’Esports l’Illa, Benidorm |
| 7. Januar 2023 18:00 Uhr | meiste Tore: Solé (5) | (16:10) | meiste Tore: Parker (5) | Palau d’Esports l’Illa, Benidorm |
| 7. Januar 2023 18:00 Uhr | Spielbericht          |         |                         | Palau d’Esports l’Illa, Benidorm |

## Tabelle
| Pl.                                          | Land        | Sp. | S | U | N | Tore     | Diff. | Punkte |
| -------------------------------------------- | ----------- | --- | - | - | - | -------- | ----- | ------ |
| 1.                                           | Spanien     | 3   | 3 | 0 | 0 | 0107:700 | +37   | 6      |
| 2.                                           | Rumänien    | 3   | 2 | 0 | 1 | 087:920  | −5    | 4      |
| 3.                                           | Argentinien | 3   | 1 | 0 | 2 | 077:890  | −12   | 2      |
| 4.                                           | Bahrain     | 3   | 0 | 0 | 3 | 072:920  | −20   | 0      |
| Quelle: www.rfebm.com, Stand: 7. Januar 2023 |             |     |   |   |   |          |       |        |